# Улица Ленина (Коломна)
У́лица Ле́нина — вторая по длине улица города Коломны, проходящая от Озёрского шоссе (Р115) до Окского проспекта, параллельно улице Октябрьской Революции.

## Местоположение
Улица проходит параллельно улице Октябрьской Революции и пересекает проспект Кирова и улицы Красная Заря, Огородную, Пионерскую, Козлова, Светлую, Бабушкина, Шилова, Добролюбова, Калинина, Белинского, Красина, Малышева, Сапожковых и Дзержинского.

## Архитектура
Между Озёрским шоссе и улицей Красная Заря располагается дачный посёлок и облик улицы определяет одноэтажная дачная застройка. От улицы Красная Заря до улицы Калинина облик улицы определяет массовая многоэтажная застройка. Здесь расположен, так называемый, «голубой район», парк Мира города Коломны и «свечки» на улице Ленина. Затем, от улицы Калинина до Окского проспекта на улице располагается частная малоэтажная застройка с редкими многоэтажными домами.

## Транспорт
Улицу пересекает большое кольцо трамвайной линии и расположена трамвайная остановка. По улице проходят автобусные маршруты № 12, 13, 14 и 17.

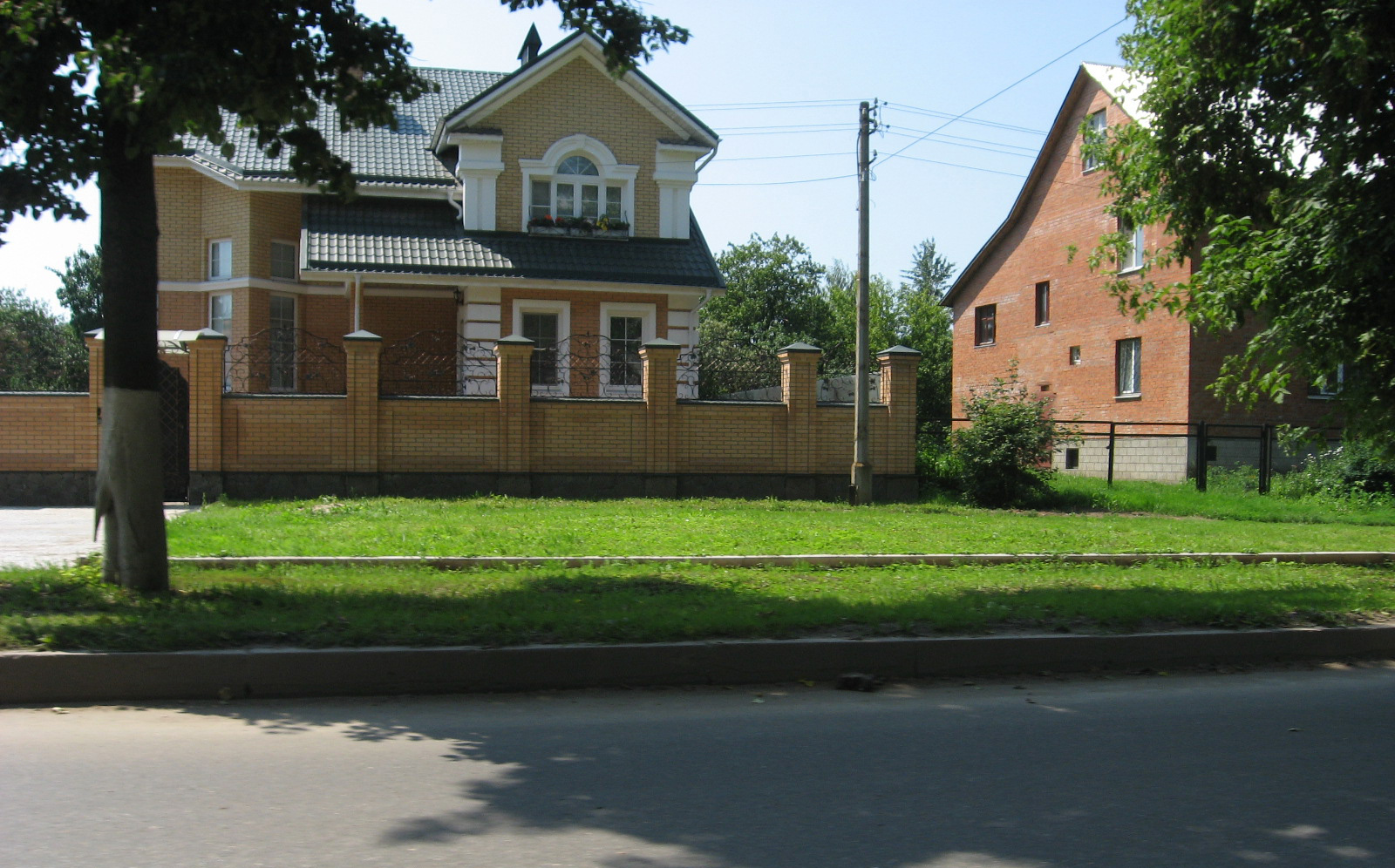
Жилой дом на улице Ленина
Многоэтажный панельный дом на улице Ленина в районе парка